# Union internationale des associations de guides de montagne
L’Union internationale des associations de guides de montagne (UIAGM) est une organisation professionnelle internationale de guides de montagnes qui a été fondée en 1965 par des délégués venus d'Autriche, de France, d'Italie et de Suisse comme base d'une fédération internationale qui regroupe tous les guides de montagnes.
Elle utilise également les sigles et noms :
- IVBV, Internationale Vereinigung der Bergführerverbände (en allemand) ;
- IFMGA, International Federation of Mountain Guide Associations (en anglais).

Le siège de l'UIAGM est situé à Zermatt (Suisse). Les premiers statuts ont été rédigés en 1966.

## Objectifs
Les buts de la fédération sont :
- harmonisation des lois et autres textes qui réglementent la profession et la formation des guides :
  - création d'une carte d'identité internationale pour faciliter la libre circulation des guides à l'étranger ;
- possibilité d'une « instance de conseil et conciliation » qui intervient en cas de différend entre membres ou personnes tierces ;
- étude des problèmes généraux et économiques de la profession ;
- création de liens d'amitiés et échange d'idées entre les guides.

## Membres
Les associations adhérentes ou candidates viennent des pays suivants :
- Allemagne ;
- Argentine ;
- Autriche ;
- Bolivie ;
- Canada ;
- Chili (candidat) ;
- Équateur (candidat) ;
- Espagne ;
- États-Unis ;
- France ;
- Grande-Bretagne ;
- Grèce ;
- Italie : 
  - Vallée d'Aoste,
  - Province autonome de Bolzano ;
- Japon ;
- Kirghizistan (candidat) ;
- Népal (candidat) ;
- Norvège ;
- Nouvelle-Zélande ;
- Pérou ;
- Pologne ;
- République tchèque ;
- Slovénie ;
- Slovaquie ;
- Suède ;
- Suisse.